# التحول لهيكل عظمي

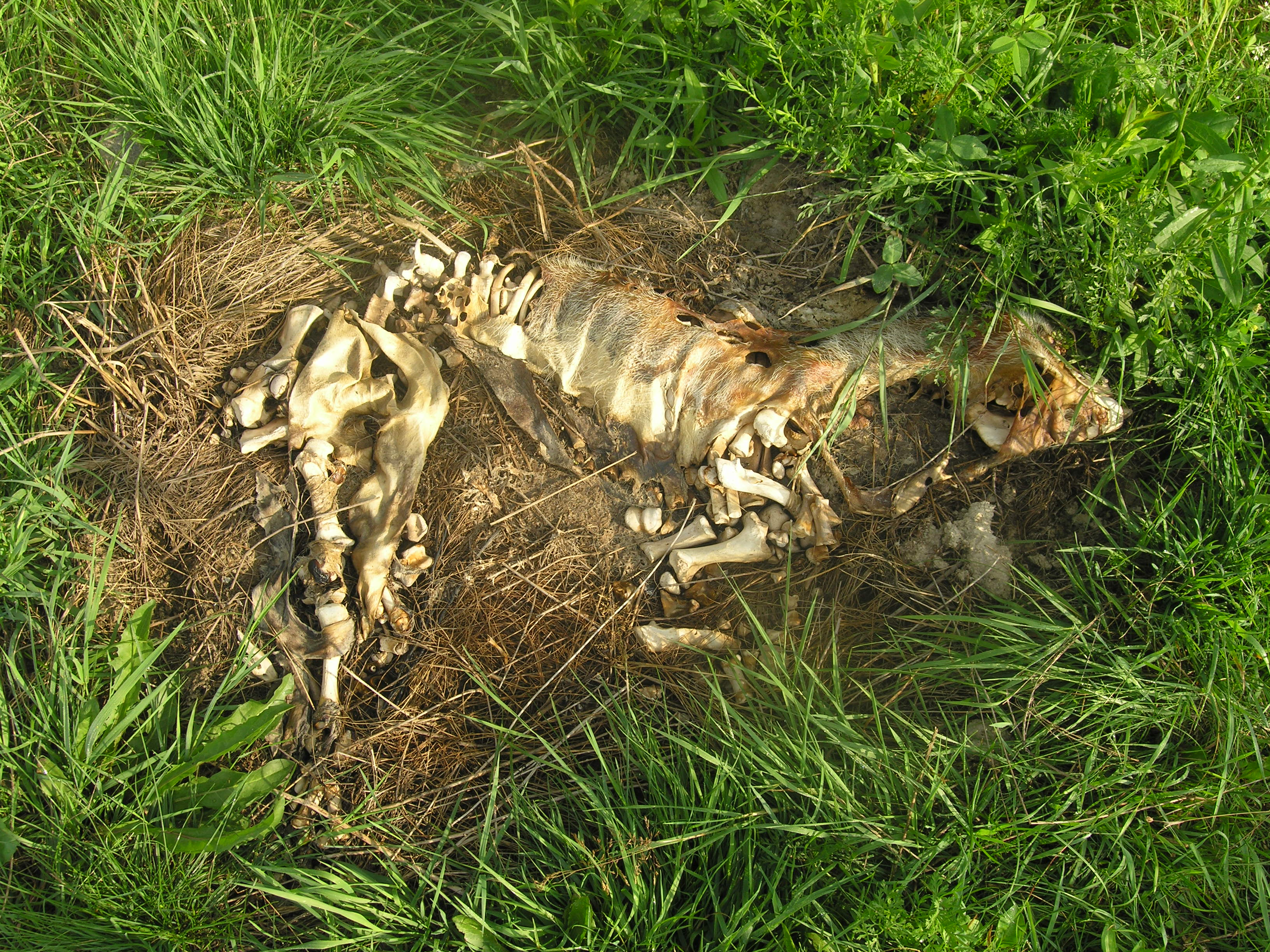
هيكل جزئي لخنزير، بعد سبعة أسابيع من الموت.

التحول لهيكل عظمي هي المرحلة الأخيرة من التحلل، حيث تتحلل أو تتلاشى آخر أنسجة الأنسجة الرخوة للجثة إلى درجة يعرض فيها الهيكل العظمي. بحلول نهاية عملية التحول لهيكل عظمي، سيتم القضاء على جميع الأنسجة الرخوة في الجسم، تاركة فقط العظام غير المفككة. في المناخ المعتدل، عادة ما يتطلب الأمر ثلاثة أسابيع إلى عدة سنوات حتى يتحلل الجسم تمامًا إلى هيكل عظمي، اعتمادًا على عوامل مثل درجة الحرارة والرطوبة ووجود الحشرات والغمر أو التعرض للجو المحيط وتغطية الجثة بالماء مثلاً. في المناخ المداري، يمكن أن يحدث الهيكل العظمي في أسابيع، بينما في مناطق التندرا، قد يستغرق الهيكل العظمي سنوات أو قد لا يحدث أبدًا، إذا استمرت درجات الحرارة تحت الصفر. عمليات التحنيط الطبيعية في مستنقعات الخث أو الصحاري يمكن أن تؤخر العملية إلى أجل غير مسمى، مما يؤدي في بعض الأحيان إلى التحنيط الطبيعي.
يمكن استخدام معدل التهيكل العظمي وباعتبار الحالة الحالية للجثة لتحديد وقت الوفاة.
بعد الهيكل العظمي، إذا لم تدمر الحيوانات المتناثرة العظام أو تزيلها، فإن الأحماض الموجودة في العديد من التربة الخصبة تستغرق حوالي 20 عامًا حتى تذوب تمامًا الهيكل العظمي للثدييات المتوسطة إلى الكبيرة الحجم، مثل البشر، دون أن تترك أي أثر للكائن الحي. في التربة أو درجة الحموضة المحايدة، يمكن أن يستمر الهيكل العظمي لمئات السنين قبل أن يتفكك أخيرًا. ومن جهة أخرى، خاصةً في التربة القلوية الرقيقة أو الجافة أو المالحة أو المتعرضة للأكسجين، قد تتعرض العظام للتحجر، وتتحول إلى معادن قد تستمر إلى ما لا نهاية.